# Maisons-lès-Soulaines
Maisons-lès-Soulaines é uma comuna francesa na região administrativa de Grande Leste, no departamento de Aube. Estende-se por uma área de 6,16 km². Em 2010 a comuna tinha 69 habitantes (densidade: 11,2 hab./km²).